# Guardians of the Galaxy
Guardians of the Galaxy (englisch für ‚Hüter der Galaxie‘) ist ein US-amerikanischer Science-Fiction-Actionfilm aus dem Jahr 2014. Er ist die Verfilmung eines gleichnamigen Comics des Verlages Marvel und ist Teil des Marvel Cinematic Universe. Regie führte James Gunn, der auch am Drehbuch mitschrieb. Der Film hatte am 21. Juli 2014 in Los Angeles Premiere. Der offizielle Kinostart in den USA war am 1. August 2014, in Deutschland am 28. August 2014.

## Handlung
Im Jahr 1988 stirbt die Mutter des kleinen Peter Quill an einem Hirntumor. Vor ihrem Tod deutet sie an, dass Peters Vater, den er selbst niemals kennengelernt hat, ein „Wesen aus Licht“ gewesen sei, und übergibt ihm ein Geschenk. Als Peter, verzweifelt über das Dahinscheiden seiner Mutter, aus dem Krankenhaus nach draußen läuft, wird er von einem Raumschiff entführt.
26 Jahre später ist aus Peter, der sich inzwischen großspurig Star-Lord nennt, ein Ravager geworden, ein Weltraumplünderer und Schmuggler, der Teil der Bande des Außerirdischen Yondu Udonta ist. Von seinem Leben auf der Erde ist Peter nur sehr wenig erhalten geblieben, darunter das letzte Geschenk seiner Mutter, das er jedoch bis jetzt nicht geöffnet hat, sowie ein alter Walkman und eine Kassette mit alten Songs, die ihm seine Mutter zusammengestellt hat. Eines Tages bekommen er und Yondu den Auftrag, eine Metallkugel, den sogenannten Orb, aus einer Ruinenstadt zu bergen. Kaum hat Peter die Kugel in der Hand, wird er von Korath und dessen Männern angegriffen, Gefolgsleuten eines gewissen Ronan. Peter gelingt es zu entkommen; er hintergeht Yondu und will den Orb dem Hehler, der die Bergung in Auftrag gegeben hat, auf eigene Rechnung verkaufen. Aus Rache für diesen Verrat setzt Yondu ein hohes Kopfgeld für Peters Gefangennahme aus.
Peter hat keine Ahnung, dass hinter Ronan die Figur Ronan der Ankläger steht, ein Angehöriger des Volkes der Kree und fanatischer Feind der Bewohner des Planeten Xandar. Die Bewohner dieser einflussreichen, fortgeschrittenen Welt haben vor einiger Zeit einen Friedensvertrag mit den Kree ausgehandelt, was Ronan jedoch nicht hinnehmen will, da er seinen Vater und Großvater im vorhergegangenen Krieg gegen Xandar verloren hat. Um seine Rachegelüste zu befriedigen, hat Ronan mit dem wahnsinnigen Eroberer Thanos ein Abkommen geschlossen: Für die Beschaffung des Orbs hat Thanos versprochen, Xandar für Ronan zu vernichten. Als Aufpasser und Unterpfand für dieses Bündnis hat Thanos seine Adoptivtöchter Gamora und Nebula, zu Cyborgs umgebaute Meuchelmörderinnen, an Ronans Seite gestellt. Als der erfahren muss, dass Korath bei seiner Aufgabe, den Orb zu bergen, versagt hat, gibt er Gamoras Drängen nach und schickt sie aus, um das Objekt wiederzubeschaffen.
Währenddessen trifft Peter den Hehler in dessen Laden auf Xandar. Als dieser hört, dass auch Ronan hinter dem Orb her ist, bricht er abrupt das Gespräch ab und drängt Peter aus seinem Laden. Draußen wird Peter angegriffen, und zwar sowohl von Gamora, die den Orb an sich nehmen will, als auch von den Kopfgeldjägern Rocket und Groot. Die beiden, ein hyperintelligenter, egoistischer Waschbär und ein baumähnliches Wesen, sind auf die von Yondu ausgesetzte Prämie für Peters Ergreifung aus. Am Ende werden alle vier vom Nova Corps, den Sicherheitskräften Xandars, verhaftet und ins Kyln gesteckt, ein im All gelegenes Gefängnis. Dort wird Gamora, die wegen ihrer Verbindung zu Thanos und Ronan einen schlechten Ruf genießt, von mehreren Mithäftlingen mit dem Tod bedroht, darunter Drax, der seine Familie an Ronan verloren und ihm dafür Rache geschworen hat. Peter, der Gefallen an Gamora gefunden hat, befreit sie aus dieser Situation. Gamora, die Thanos schon von Anfang an für den Tod ihres Volkes durch seine Hand hasst, schlägt im Gegenzug vor, den Orb an einen Interessenten, den sie kennt, zu verkaufen und die beträchtliche Belohnung dafür untereinander aufzuteilen.
Nach einer abenteuerlichen, von Rocket erdachten Befreiungsaktion gelingt es den Vieren, zusammen mit Drax aus dem Gefängnis auszubrechen. Sie begeben sich nach Knowhere, einer vom Verbrechen zerfressenen Minenkolonie, und kommen dort in Kontakt mit Gamoras Kunden, dem Collector Taneleer Tivan, der die seltensten und seltsamsten Dinge des Universums hortet. Tivan erklärt ihnen, dass der Orb in Wirklichkeit eine Schatulle für einen Infinity-Stein ist, einen von sechs Juwelen, welche die geballte Energie des Kosmos vor dem Urknall in sich aufgenommen haben und daher eine Quelle unschätzbarer Energie darstellen, die aber nur von sehr wenigen Wesen kontrolliert werden kann. Eine von Tivans Dienerinnen versucht, den Stein an sich zu nehmen, wird jedoch zusammen mit der Sammlung des Collectors von der Energie des Juwels vernichtet. Fest entschlossen, den Stein nicht in die falschen Hände fallen zu lassen, entscheidet Gamora sich dafür, den Stein dem Nova Corps zu übergeben. Diesem Ansinnen stimmt Peter notgedrungen zu.
Unterdessen hat Drax, betrunken und im Kummer über den Verlust seiner Familie, einen Funkspruch an Ronan gesendet, um ihn zu einem Kampf herauszufordern. Ronan, der Gamora und den Orb nun persönlich sucht, macht sich umgehend auf den Weg nach Knowhere. Zugleich hat auch Yondu Peters Spur nach Knowhere verfolgt. Drax greift Ronan an, ist ihm aber weit unterlegen und wird von seinem Feind zum Sterben zurückgelassen, jedoch von Groot gerettet. Gamora, unterstützt von Peter und Rocket, versucht mit dem Orb in einem Kleinraumschiff Peters Schiff zu erreichen, wird jedoch in den Weltraum hinausgedrängt und von ihrer Schwester Nebula abgeschossen. Während Ronan den Orb an sich bringt, rettet Peter der bewusstlos im Vakuum treibenden Gamora selbstlos das Leben, ehe die beiden von Yondus Bande aufgelesen werden. Der wütende Yondu kann von Peter nur mit Mühe davon überzeugt werden, sich mit ihm gegen Ronan zu verbünden und diesen daran zu hindern, mit der Macht des Infinity-Steins die Galaxie auszulöschen. Zusammen arbeiten sie einen Plan aus, um Ronans Schiff zu entern und den wahnsinnigen Kriegsherrn aufzuhalten.
Indessen hat Ronan, trunken von der Verlockung durch die Macht des Infinity-Steins, seinen Handel mit Thanos aufgekündigt und will Xandar nun persönlich zerstören. Peter gelingt es, die xandarianischen Behörden vor der drohenden Gefahr zu warnen, und mit Unterstützung des Nova Corps stellen sie sich Ronans Streitmacht entgegen. Peter, Gamora, Drax und Groot schaffen es, in Ronans Schiff einzudringen und sich zu ihm durchzuschlagen, doch durch den Infinity-Stein ist dieser praktisch unbesiegbar geworden. Rocket kommt seinen Freunden zu Hilfe, indem er mit seinem Gleiter in Ronans Schiff einbricht. Dabei werden jedoch kritische Systeme zerstört und das Schiff stürzt auf Xandars Oberfläche. Groot lässt einen Kokon aus Astwerk wachsen, der seine Freunde vor dem Aufprall schützt, er selbst wird dabei jedoch zerstört. Durch die Kraft des Infinity-Steins übersteht auch Ronan den Absturz unbeschadet. Als er sich anschickt, Xandar jetzt zu zerstören, lenkt Peter ihn ab, so dass Rocket und Drax den Stein aus Ronans Hammer entfernen können. Peter schafft es, vor Ronan an den Stein zu gelangen, und nimmt ihn dabei in die Hand, worauf er von dessen Energiestrom durchfahren wird. Gamora, Drax und Rocket nehmen Körperkontakt zu Peter auf, sodass die Energie unter ihnen aufgeteilt und dadurch abgeschwächt wird. Schließlich kann Peter den Infinity-Stein benutzen, um Ronan zu vernichten.
Im Anschluss an ihre Heldentat werden Peter und seine Freunde von Xandars Kanzlerin Nova Prime begnadigt und der Infinity-Stein wird im Safe von Kanzlerin Nova Prime deponiert. Peters Schiff, das im Kampf zerstört wurde, wird wiederhergestellt und ihm als Dankesgeschenk überreicht. Rocket hat einen Spross von Groot gefunden, der im Laufe der Zeit zu einer neuen Version seines alten Freundes heranwächst. Gleichzeitig wird enthüllt, dass Peters Vater ein Außerirdischer ist, und Yondu, der eigentlich den Auftrag gehabt hatte, Peter nach dem Tod seiner Mutter zu seinem Vater zu bringen, das Abkommen gebrochen hat. Am Ende findet Peter den Mut, das Geschenk seiner Mutter zu öffnen: eine weitere Kassette mit alten Popsongs. Er bricht mit seiner neuen Familie, jetzt als die „Beschützer der Galaxis“ (Guardians of the Galaxy) bekannt, zu neuen Abenteuern auf.
In einer Post-Credit-Szene sitzt der Collector mutlos in den Trümmern seiner Sammlung und muss sich von einem seiner überlebenden Sammlerstücke, Howard the Duck, ein paar bissige Bemerkungen gefallen lassen.

## Produktion

### Stab und Besetzung
| Figur                 | Darsteller         | Deutscher Sprecher       |
| --------------------- | ------------------ | ------------------------ |
| Peter Quill/Star-Lord | Chris Pratt        | Leonhard Mahlich         |
| Gamora                | Zoe Saldana        | Tanja Geke               |
| Groot                 | Vin Diesel         | Hans-Eckart Eckhardt     |
| Rocket                | Bradley Cooper     | Fahri Yardım             |
| Drax                  | Dave Bautista      | Alexander Duda           |
| Ronan                 | Lee Pace           | Sascha Rotermund         |
| Thanos                | Josh Brolin        | Klaus-Dieter Klebsch     |
| Nova Prime            | Glenn Close        | Kerstin Sanders-Dornseif |
| Corpsman Dey          | John C. Reilly     | Michael Iwannek          |
| Collector             | Benicio del Toro   | Torsten Michaelis        |
| Korath                | Djimon Hounsou     | Daniel Zillmann          |
| Denarian Saal         | Peter Serafinowicz | Axel Malzacher           |
| Yondu Udonta          | Michael Rooker     | Tobias Lelle             |

Die Regie übernahm James Gunn. Als Produzent fungierte Kevin Feige.
Chris Pratt hat die Rolle von Peter Quill übernommen, der sich Star-Lord nennt. Zoe Saldana und Karen Gillan schlüpften in die Rollen von Thanos’ Adoptivtöchtern Gamora und Nebula. Lee Pace übernahm die Rolle von Ronan, Djimon Hounsou die seines Gefolgsmanns Korath und Benicio del Toro die des Artefaktesammlers Taneleer Tivan. Dave Bautista spielt den rachelüsternden Drax, Glenn Close Xandars Kanzlerin Nova Prime, Mikaela Hoover ihre Assistentin und John C. Reilly den Corpsman Rhomann Dey. Michael Rooker übernahm die Rolle des Bandenführers Yondu Udonta und Peter Serafinowicz die von Denarian Saal. Vin Diesel leiht im Film dem Kopfgeldjäger Groot und Bradley Cooper seinem Kollegen Rocket seine Stimme. Nathan Fillion leiht einem Gefängnisinsassen seine Stimme.

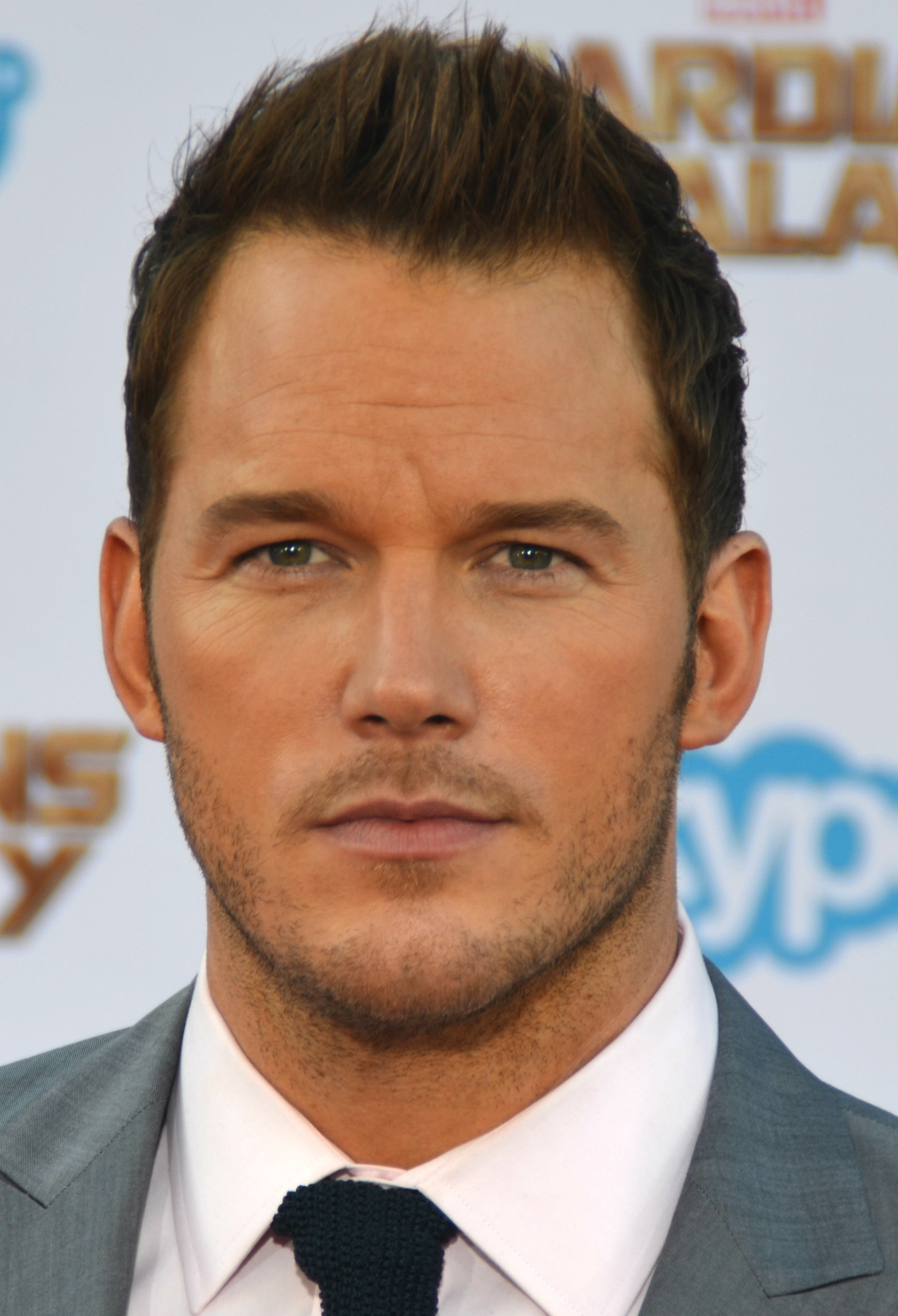
Chris Pratt spielt Peter Quill / Star Lord
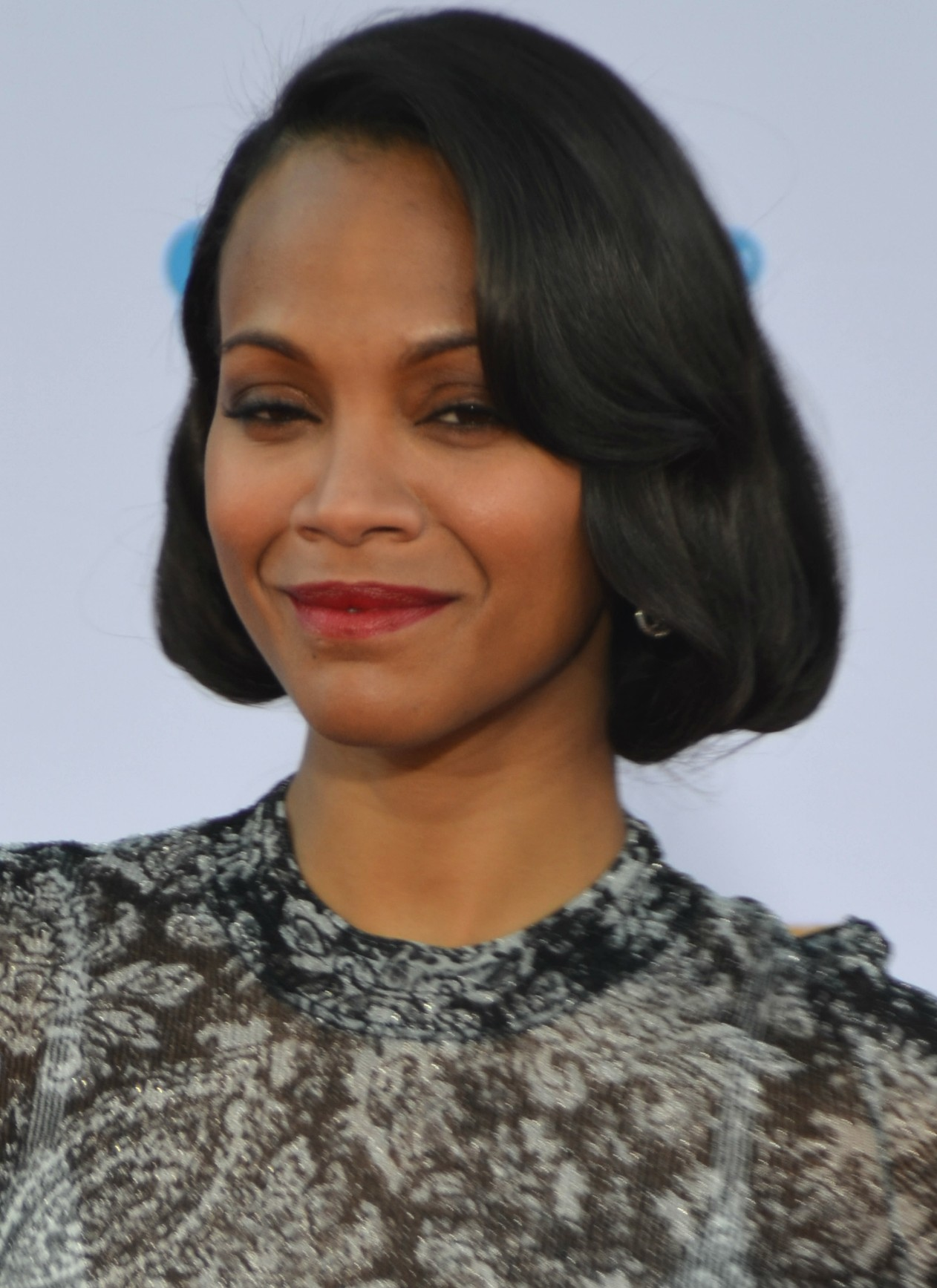
Zoe Saldana spielt Gamora
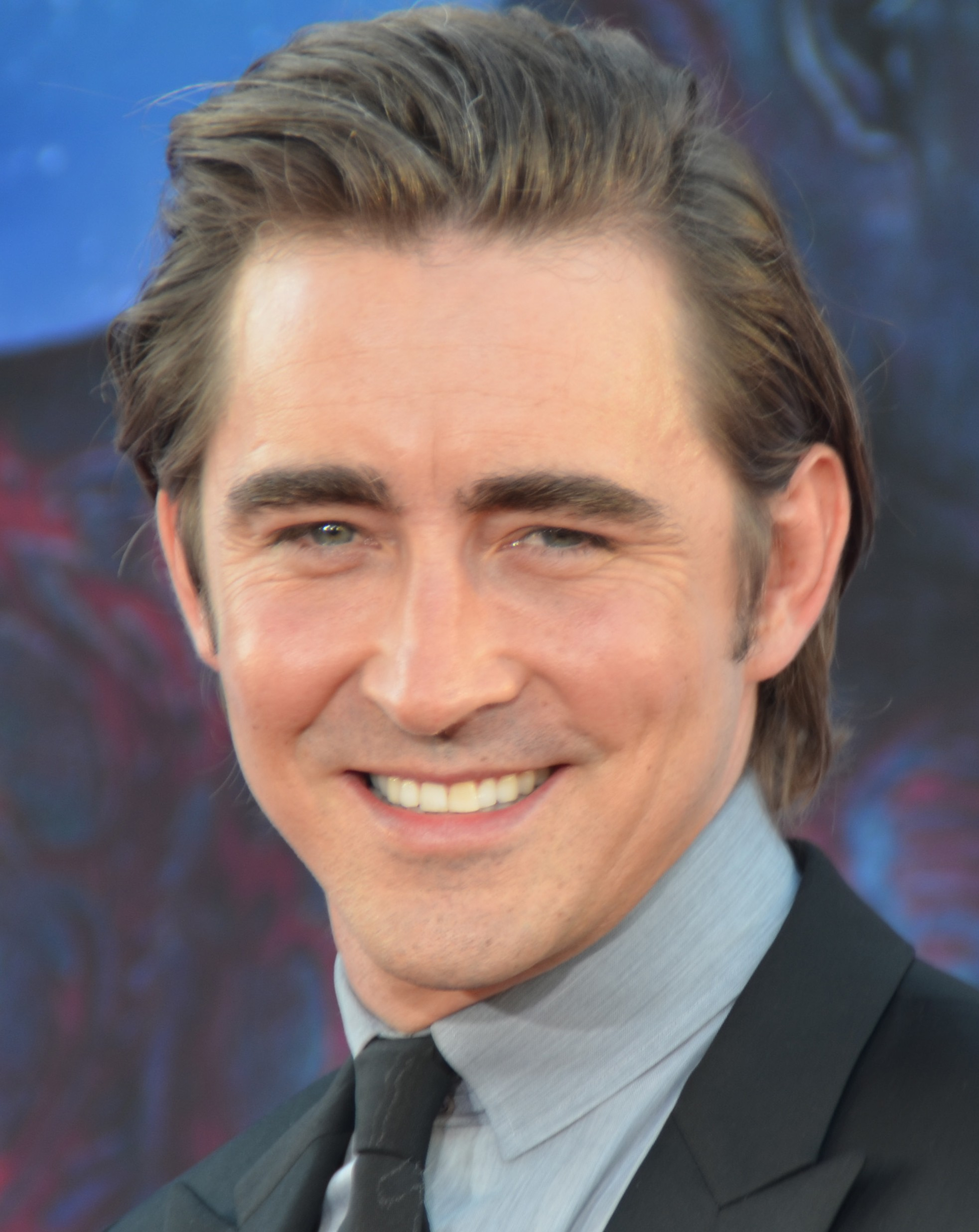
Lee Pace spielt Ronan
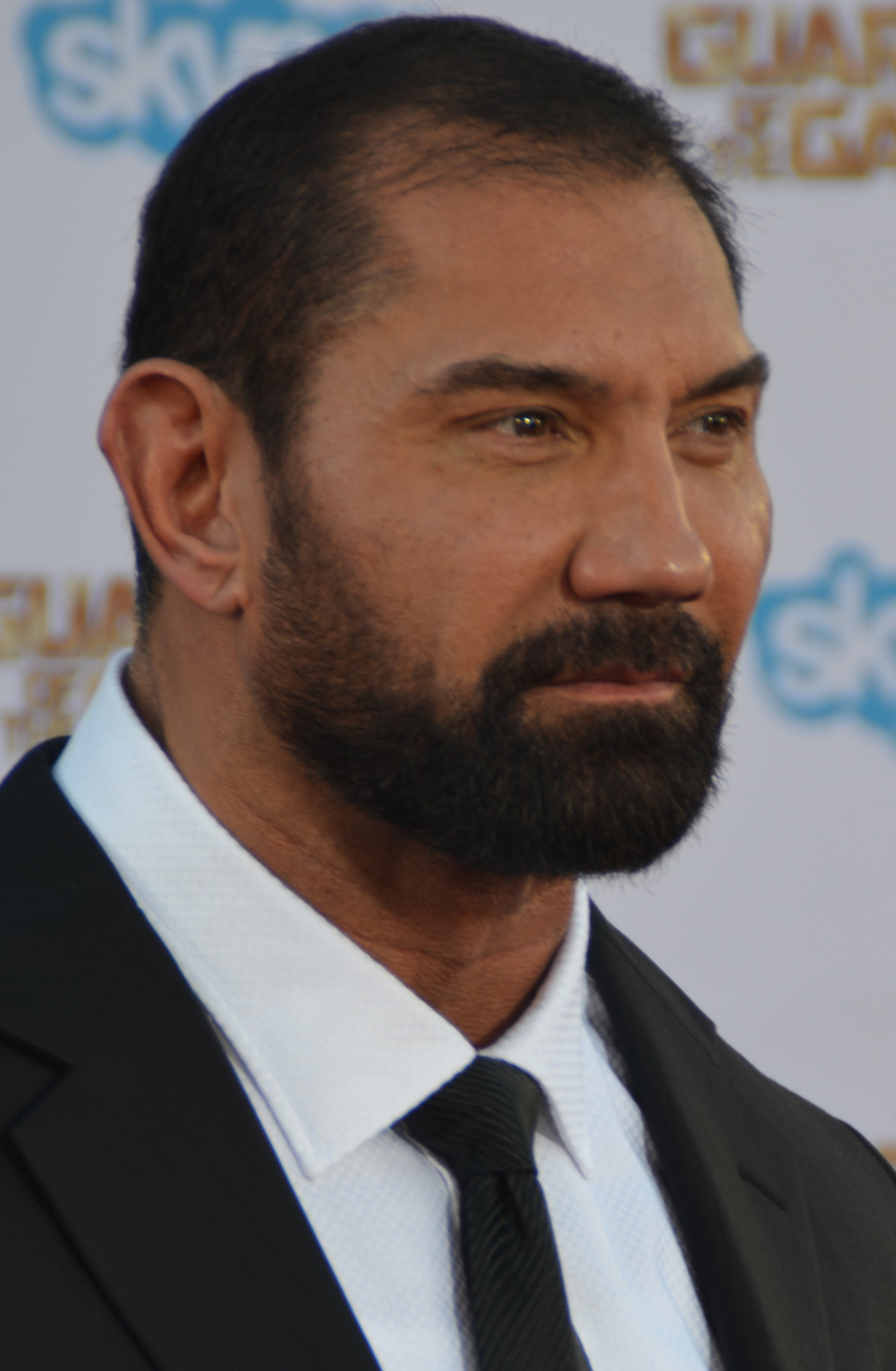
Dave Bautista spielt Drax
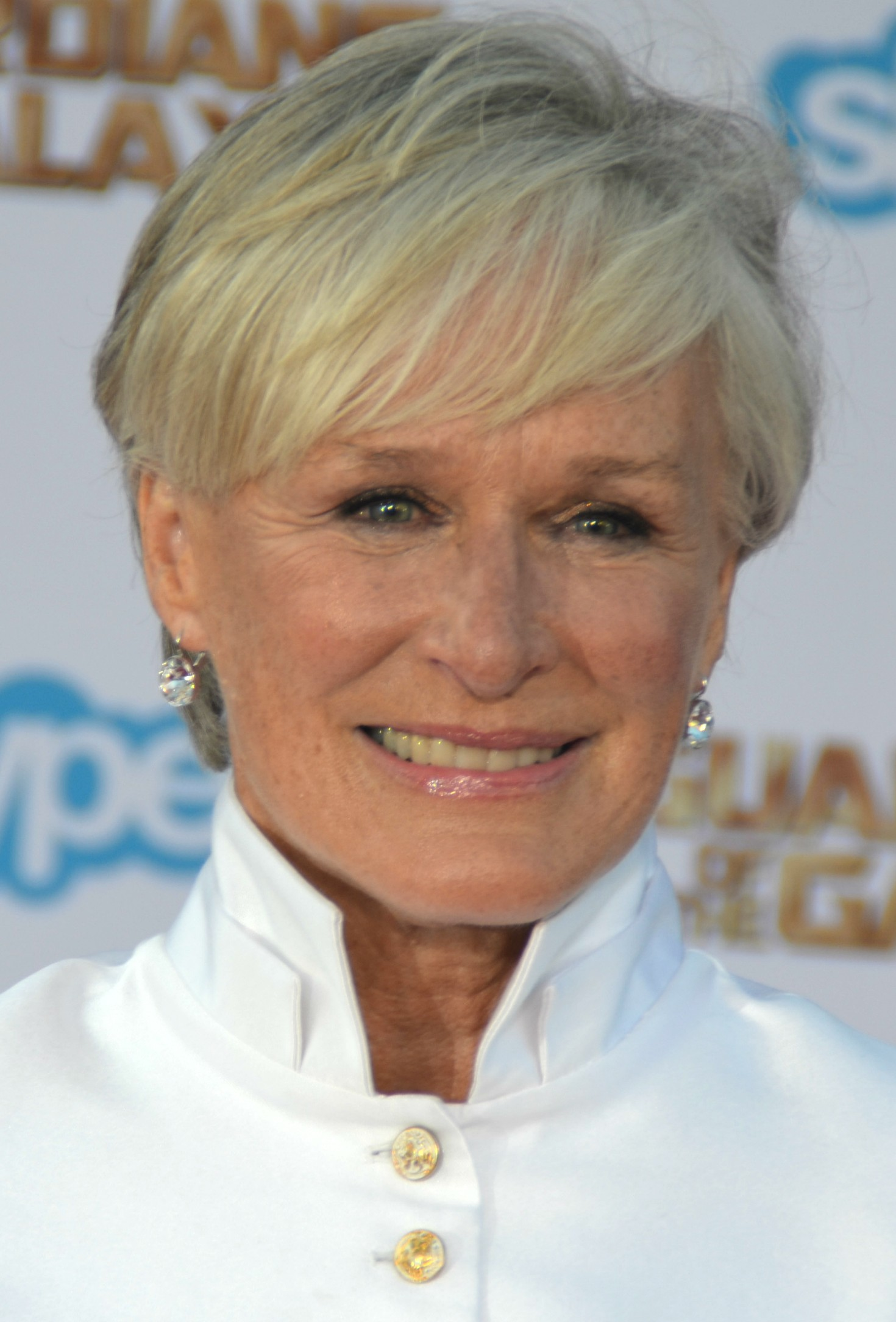
Glenn Close spielt Nova Prime
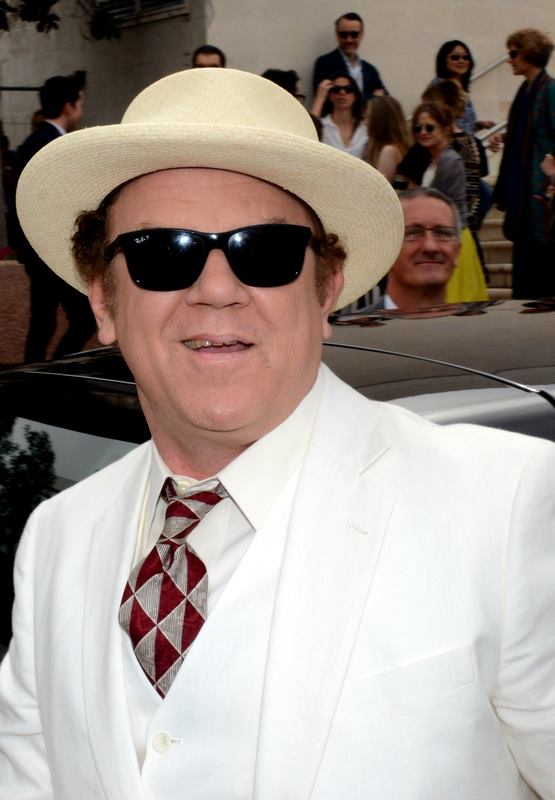
John C. Reilly spielt Rhomann Dey
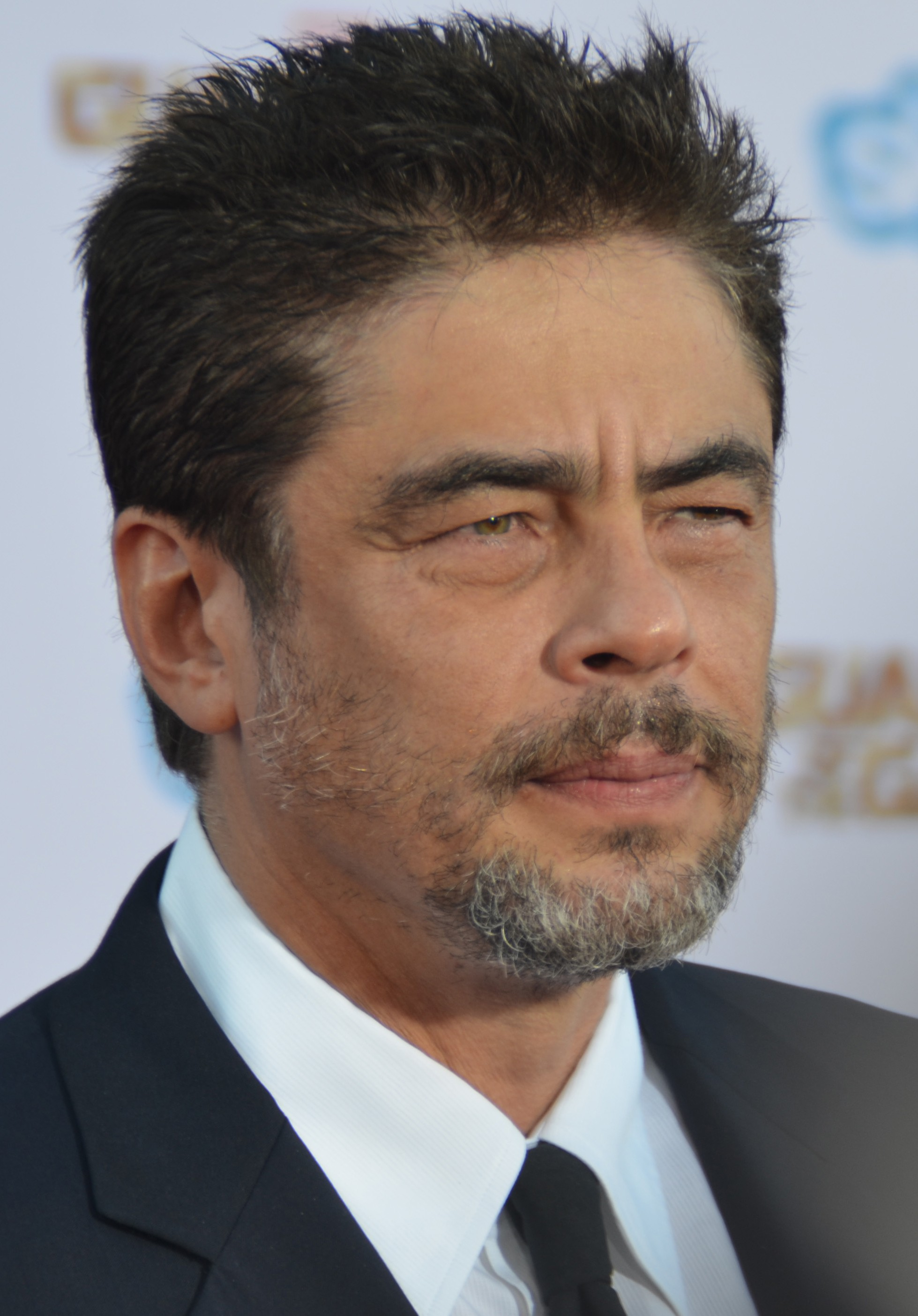
Benicio del Toro spielt Taneleer Tivan
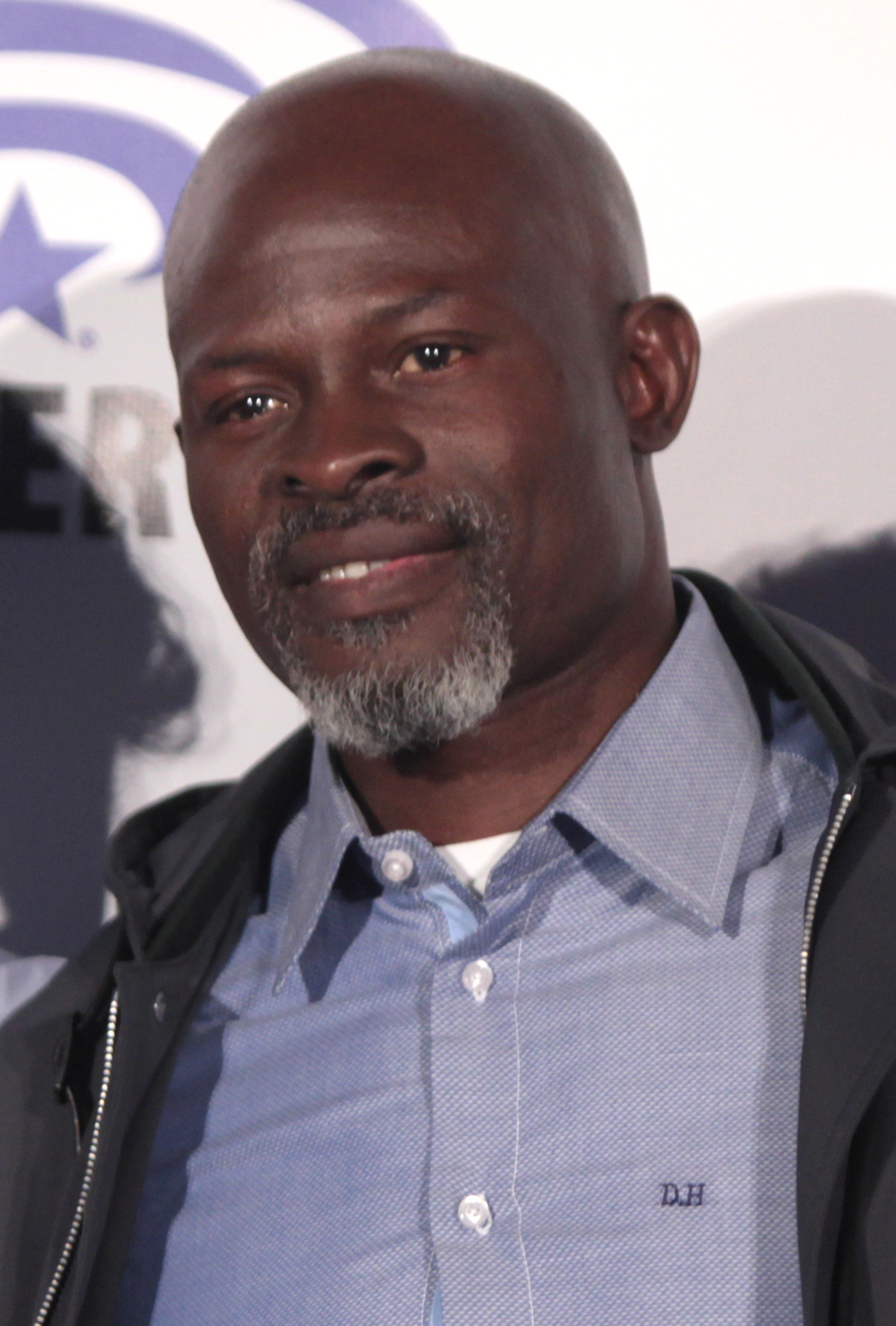
Djimon Hounsou spielt Korath
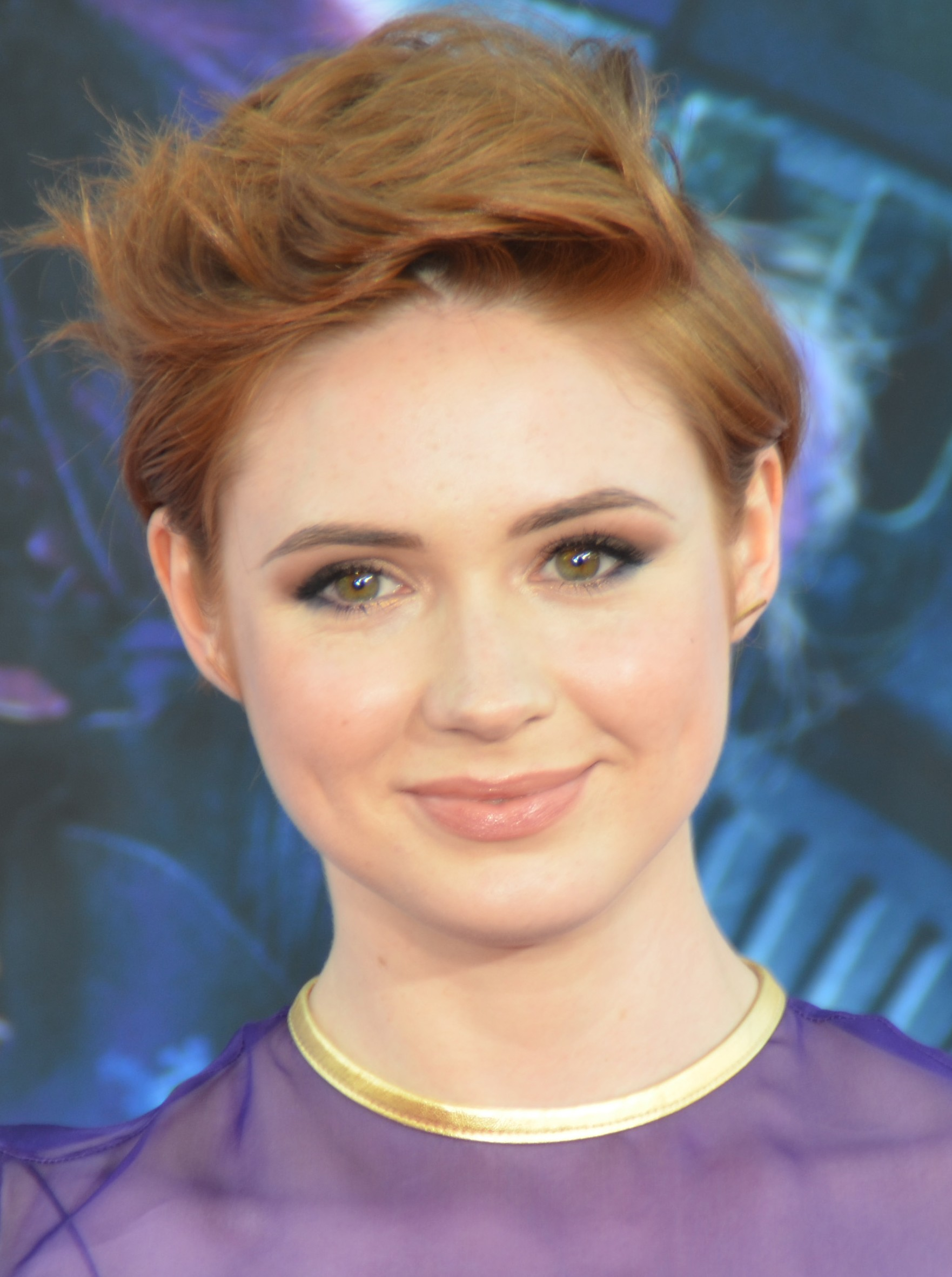
Karen Gillan spielt Nebula
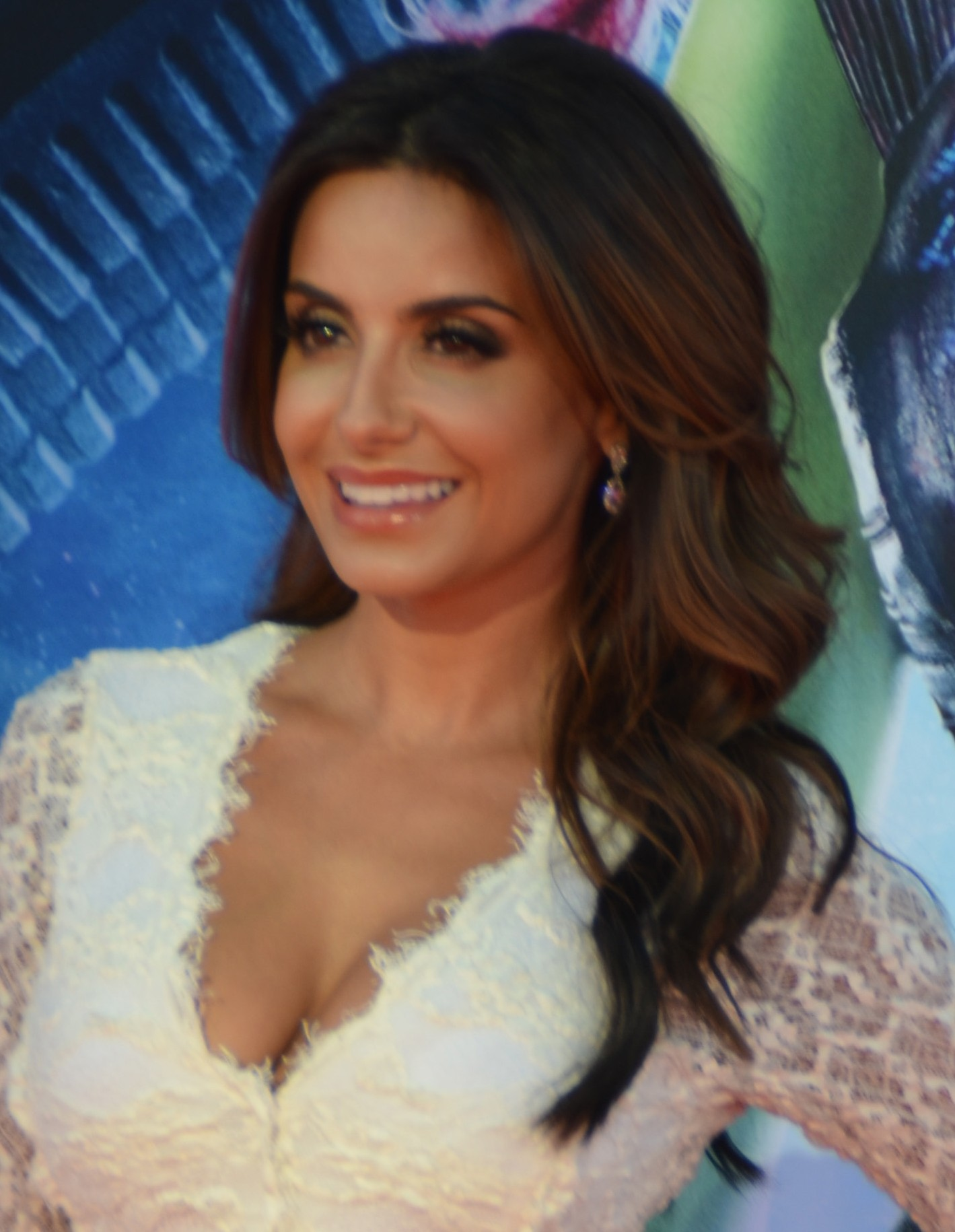
Mikaela Hoover spielt Nova Primes Assistentin
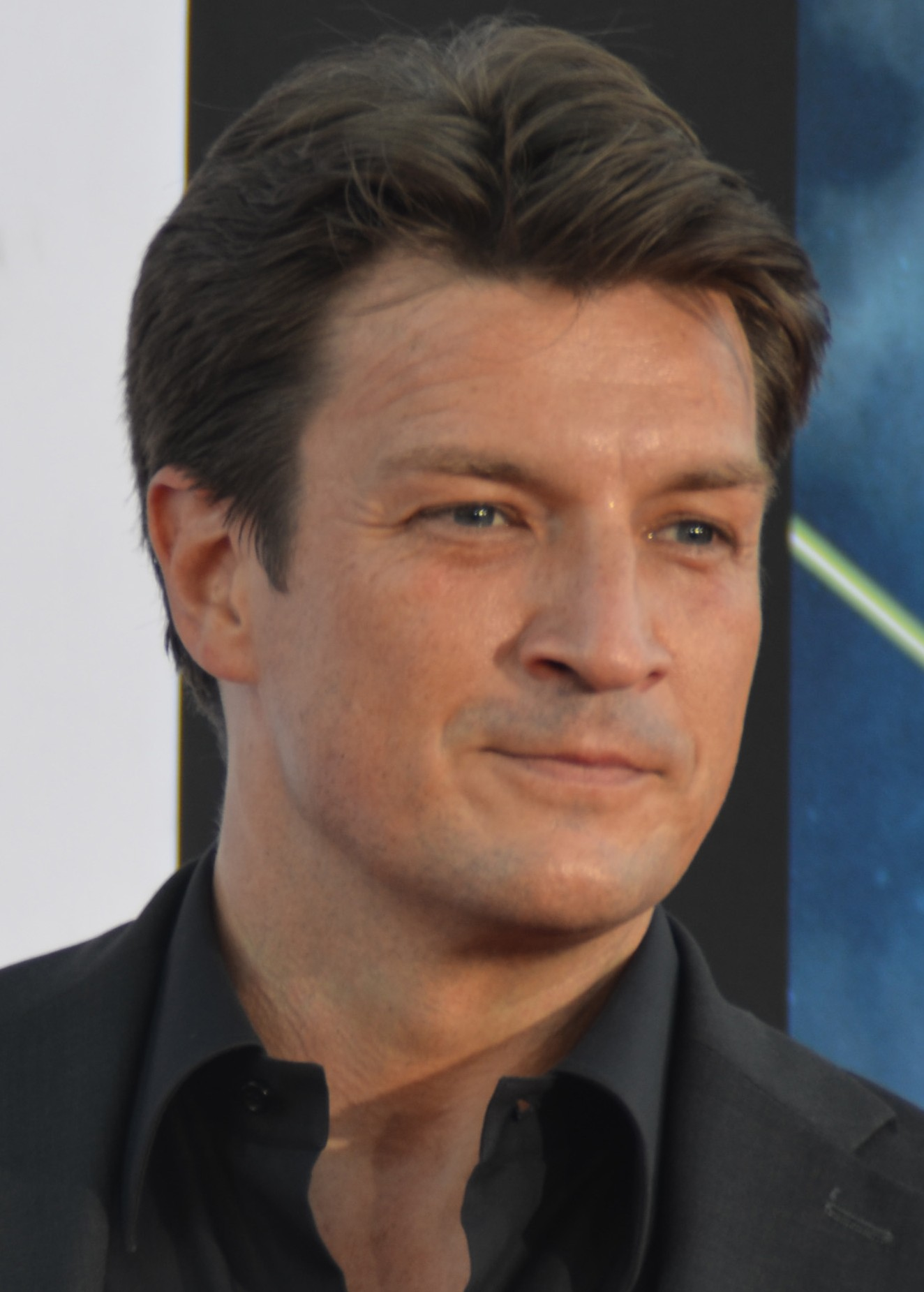
Nathan Fillion leiht einem Gefängnisinsassen seine Stimme
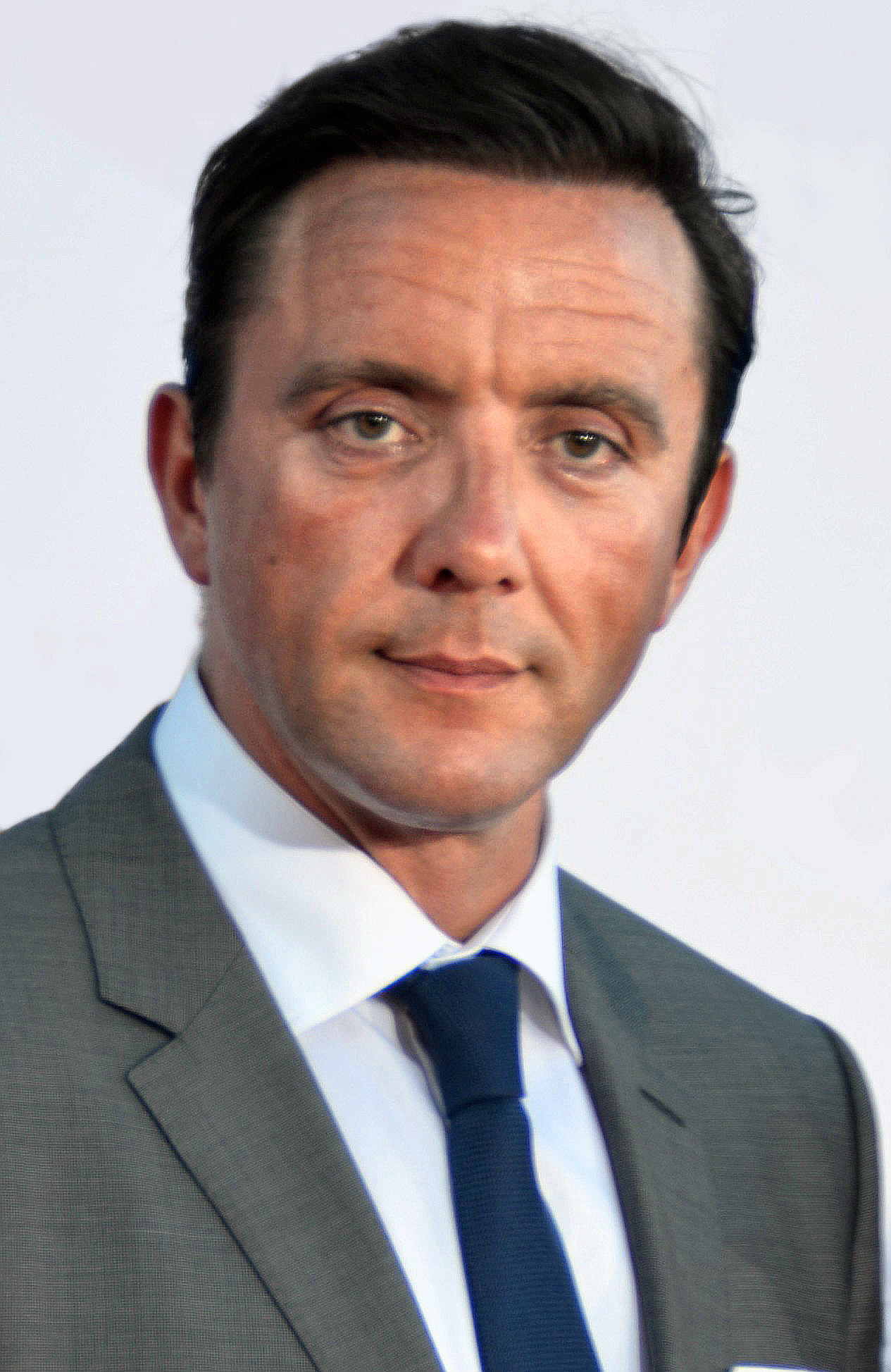
Peter Serafinowicz spielt Denarian Saal
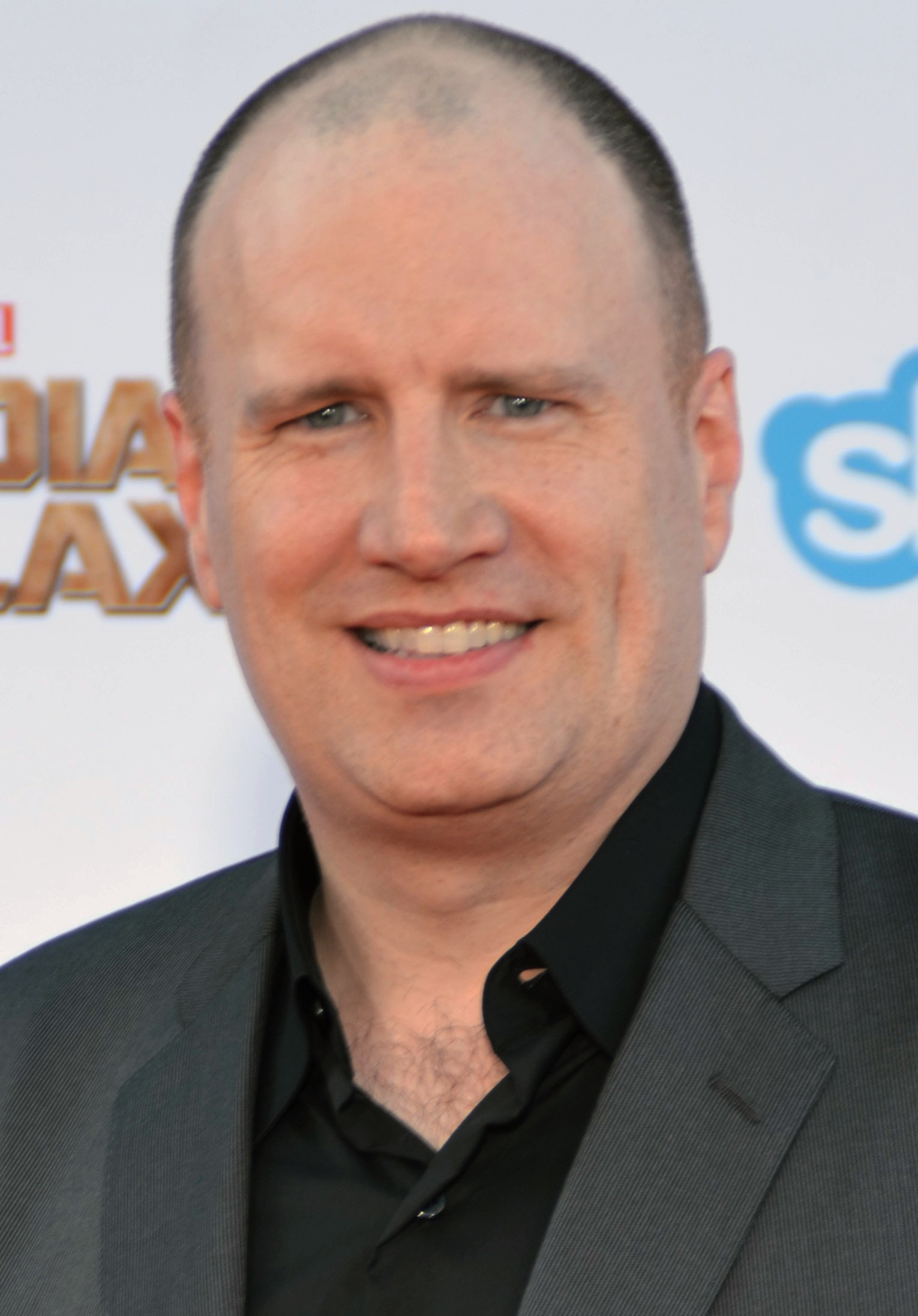
Produzent Kevin Feige
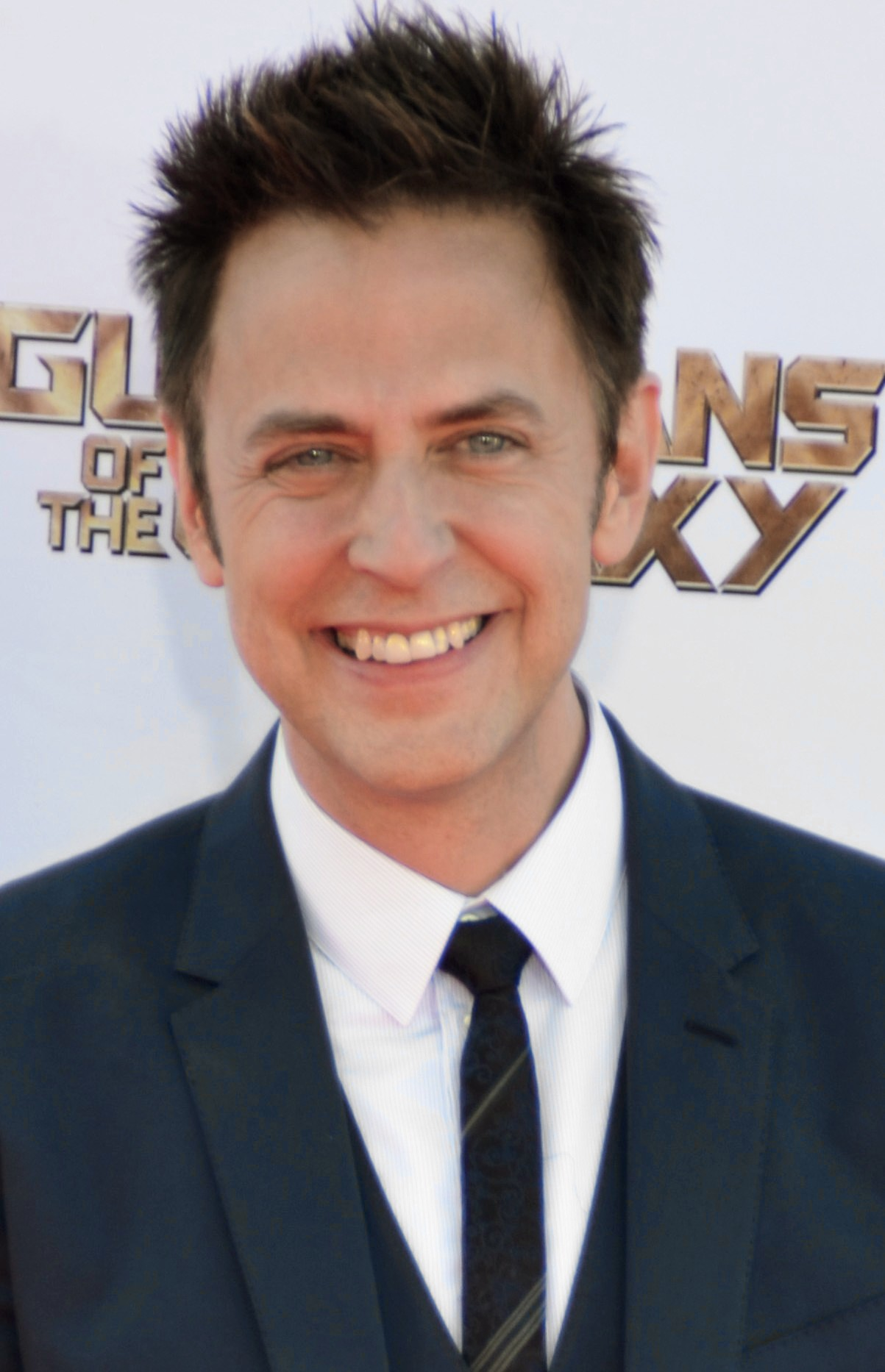
Regisseur James Gunn
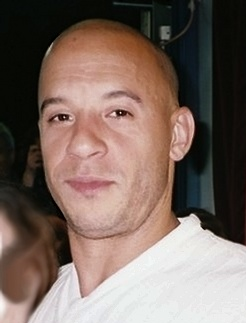
Vin Diesel leiht seine Stimme Groot

### Bemerkungen
Der Collector gehört zu einer Gruppe von kosmischen Superschurken namens Elders of the Universe und erschien erstmals in Avengers #28 (1966). In einer Szene erklärt der Collector den Guardians, was ein Infinity-Stein ist. Dabei sind im Hintergrund weitere zwei Artefakte aus früheren Marvel-Filmen zu sehen: der Tesserakt aus Marvel’s The Avengers und der Äther aus Thor – The Dark Kingdom. Wie in vielen Marvel-Filmen hat Stan Lee einen seiner Cameo-Auftritte. Er ist in der ersten Xandar-Szene des Films zu sehen, als Rocket ihn durch ein Fernrohr beobachtet.

### Sprecher
Die deutsche Synchronisation des Films übernahm Film- & Fernseh-Synchron in Berlin. Das Dialogbuch stammt von Klaus Bickert, die Dialogregie führte Björn Schalla.
Nachdem Chris Pratt im ersten Trailer zunächst von Daniel Fehlow gesprochen wurde, der Pratt bereits in mehreren Filmen synchronisierte, übernahm schließlich Leonhard Mahlich die Synchronisation der Hauptrolle. Zoë Saldaña wurde wie gewöhnlich von Tanja Geke gesprochen. Zwei der Protagonisten sind computeranimiert, der Waschbär Rocket, im Original von Bradley Cooper gesprochen und synchronisiert von Fahri Yardım sowie Groot, ein lebendiger Baum, der mit einer Ausnahme nur einen Satz spricht („Ich bin Groot“). In der englischen Originalfassung und in fünf weiteren Sprachen übernahm Vin Diesel die Synchronisation.

## Einspielergebnis
An seinem Eröffnungswochenende in den Vereinigten Staaten spielte der Film über 94 Millionen US-Dollar ein, überbot Das Bourne Ultimatum aus dem Jahr 2007 (69 Millionen Dollar) als bis dato beste Premiere im Kino-Monat August und übertraf damit deutlich die an ihn gestellten Erwartungen von 65 bis 70 Millionen Dollar. Auch in den weiteren Wochen hielt sich der Film auf den oberen Plätzen der Kinocharts, so belegte er in den Wochen 3 bis 6 durchgehend den ersten Platz. Er ist damit der erste Marvel-Film, der sich vier Wochen lang auf Platz 1 befand und überbot damit den Rekord von Marvel’s The Avengers und The Return of the First Avenger, die sich jeweils drei Wochen auf Platz 1 befanden.
Weltweit spielte der Film 773 Millionen US-Dollar ein. Davon kommt die Hälfte aus den USA, wo er mit über 330 Millionen Dollar auf Platz 3 der erfolgreichsten Filme 2014 steht.
In der Liste der weltweit erfolgreichsten Filme aller Zeiten belegt Guardians of the Galaxy derzeit Platz 119 (Stand: 19. April 2025).

## Rezeption
Guardians of the Galaxy erhielt ein sehr gutes Presseecho, was sich auch in den Auswertungen US-amerikanischer Aggregatoren widerspiegelt. So erfasst Rotten Tomatoes größtenteils positive Besprechungen und ordnet den Film dementsprechend als „Zertifiziert Frisch“ ein. Laut Metacritic fallen die Bewertungen im Mittel „Grundsätzlich Wohlwollend“ aus.

„Die Handlung strotzt vor scheinbarer Ungereimtheiten. […] Allerdings entwickeln die Figuren eine hübsche Dynamik, die Texte knistern vor Sprachwitz und die 70er-Songs halten das Geschehen frisch. [… Der am Computer geschaffene] Groot […] ist ein künstlerischer Triumph. Dasselbe kann man über Rocket sagen[.]“

„Die Guardians of the Galaxy mögen mitunter Assoziationen an Joss Whedons Serenity oder an Star Wars wecken, brauchen sich aber vor anderen Space-Operas keinesfalls zu verstecken. Und das ist nicht allein der mitreißenden Action oder den spektakulären Effekten geschuldet, sondern vielmehr einer ordentlichen Portion Herz, die im Grunde das Markenzeichen solcher Filme sein sollte. Als störend könnte sich allenfalls erweisen, dass der Film zuweilen ordentlich auf die Tränendrüse drückt.“

„Ähnlich wie es die Avengers taten, gelingt es aber auch den Titel gebenden Helden in Guardians nach einer Einstiegsphase ein Team zu werden, deren Taten die Spannung auf die folgenden Filme […] nur noch erhöhen. Nur Marvel schafft es, am laufenden Band Filme mit so vielen Protagonisten zu produzieren, ohne jemals den Überblick einzubüßen.“

„Guardians Of The Galaxy ist Spaß pur – ein moderner Nostalgie-Trip, so gespickt mit Retro-Zitaten, dass sogar der Arcade-Über-Klassiker Asteroids mit echten Raumschiffen nachgestellt wird. Ein Pflichttermin nicht nur für alle Marvel-Fans!“

Der Film wurde 2015 für Dutzende Filmpreise nominiert und wurde mehrfach ausgezeichnet. Neben Oscar-Nominierungen in den Kategorien Beste visuelle Effekte und Bestes Make-up und Beste Frisuren erhielt die Produktion in drei Kategorien einen Saturn Award und Karen Gillan gewann einen Empire Award und den Curt-Siodmak-Preis als bester Film.

## Fortsetzungen
Noch vor der Veröffentlichung des Filmes wurde die Produktion eines zweiten Teils mit dem Titel Guardians of the Galaxy Vol. 2 angekündigt. Die Regie übernahm dabei erneut James Gunn, die Dreharbeiten dauerten vom 17. Februar bis zum 16. Juni 2016. Der deutsche Kinostart fand am 27. April 2017 statt.
Zudem treten die Guardians of the Galaxy in Avengers: Infinity War und dessen Fortsetzung Avengers: Endgame auf.
Ein dritter Teil wurde schnell angekündigt, wobei James Gunn nach Unstimmigkeiten mit Disney zunächst nicht mehr Regie führen sollte, später jedoch wieder an Bord geholt wurde. 2022 folgte das The Guardians of the Galaxy Holiday Special. Der finale dritte Film Guardians of the Galaxy Vol. 3 erschien im Mai 2023.
Die Handlung des ersten Teils wurde außerdem in der Zeichentrickserie Guardians of the Galaxy fortgesetzt, diese ist jedoch nicht Teil des Marvel Cinematic Universe.

## Soundtrack
Neben komponierter Musik wird im Film auf bereits existierende Popsongs der 1970er-Jahre gesetzt, die Star-Lord auf seinem Walkman in Form des sogenannten Awesome Mix Vol.1, welches ihm seine Mutter zusammenstellte, hört. Das Album wurde am 29. Juli 2014 von Hollywood Records veröffentlicht. Darauf enthalten sind unter anderem Lieder von Blue Swede und Norman Greenbaum. Als besondere Marketingaktion wurde der Soundtrack zum Teil als Kassette vertrieben. 2014 war es das zweitmeistverkaufte Soundtrack-Album hinter dem des Films Die Eiskönigin – Völlig unverfroren.
| Nr. | Titel                          | Interpret                     |
| --- | ------------------------------ | ----------------------------- |
| 01. | Hooked on a Feeling            | Blue Swede                    |
| 02. | Go All the Way                 | Raspberries                   |
| 03. | Spirit in the Sky              | Norman Greenbaum              |
| 04. | Moonage Daydream               | David Bowie                   |
| 05. | Fooled Around and Fell in Love | Elvin Bishop                  |
| 06. | I’m Not in Love                | 10cc                          |
| 07. | I Want You Back                | The Jackson Five              |
| 08. | Come and Get Your Love         | Redbone                       |
| 09. | Cherry Bomb                    | The Runaways                  |
| 10. | Escape (The Piña Colada Song)  | Rupert Holmes                 |
| 11. | O-o-h Child                    | Five Stairsteps               |
| 12. | Ain’t No Mountain High Enough  | Marvin Gaye und Tammi Terrell |

Auszeichnungen für Musikverkäufe

| Land/Region                  | Auszeichnungen für Musikverkäufe (Land/Region, Auszeichnung, Verkäufe) | Verkäufe  |
| ---------------------------- | ---------------------------------------------------------------------- | --------- |
| Australien (ARIA)            | 2× Platin                                                              | 140.000   |
| Deutschland (BVMI)           | Platin                                                                 | 200.000   |
| Kanada (MC)                  | Diamant                                                                | 800.000   |
| Neuseeland (RMNZ)            | 3× Platin                                                              | 45.000    |
| Österreich (IFPI)            | Platin                                                                 | 15.000    |
| Vereinigte Staaten (RIAA)    | 3× Platin                                                              | 3.000.000 |
| Vereinigtes Königreich (BPI) | 2× Platin                                                              | 600.000   |
| Insgesamt                    | 12× Platin · 1× Diamant ·                                              | 4.800.000 |